# 중국 애니메이션의 역사
중국 애니메이션의 역사는 사람들이 애니메이션 개념에 관심을 가졌을 때, 20세기 중화민국에서 시작되었다. 중국 애니메이션의 긴 역사는 예술, 정치, 계속해서 변화해 왔던 경제와 연관되어 있다. 중국 애니메이션은 과거 디즈니와 일본의 애니메이션에 영향을 받아 왔곤 하였으나 세계 애니메이션에도 중요한 영향을 준 바 있다.

## 초기
기원전 1세기 한나라의 기술자인 정완(丁緩)은 "매우 자연스럽게 움직인다고" 여겨진 "이상한 새와 수수께끼의 동물들이 고정된" 기계를 만들었다. 영국의 역사학자 조지프 니덤은 그것이 "조이트로프가 변형된 것"으로 추측하였다. 드러나 정완의 기계가 실제로 애니메이션인지, 단순히 공간을 통하여 움직이는 기계적인 장치인지는 불명확하다.
현대적인 애니메이션 산업은 1888년 프랑스의 샤를-에밀 레이노드가 맡았다. 이러한 프랑스 애니메이션 산업과 프랑스, 독일, 러시아, 그리고 미국의 애니메이션 제작사에 영향을 받아 중국으로도 애니메이션 산업이 퍼졌으며, 1920년대에 중국 애니메이션이 시작되었다.  초창기 중국 밖 애니메이션이 중국에 소개된 것은 1918년에 상하이에서 공개된  《잉크통 밖》(Out of the Inkwell, 从墨水瓶里跳出来)이라는 미국 애니메이션 영화였다.

## 1920년대 ~ 1945년

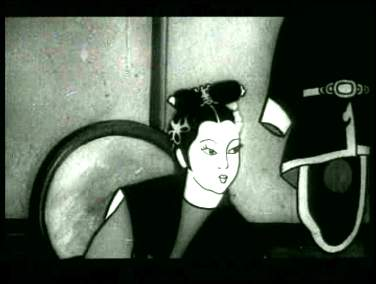
《철선공주》

1922년 애니메이터 완라이밍은 쉬전둥 중국어 타자기의 애니메이션 광고를 제작하였고 2년 후, 1924년 《개의 초대》라는 작품이 나왔다. 또한,《명년》이라는 애니메이션 작품이 나오기도 하였는데 해당 작품은 상하이담배회사의 애니메이션었다. 이 작품들은 알려진 중국 내에서 만들어진 애니메이션 영화 중 가장 오래된 것으로 알려져 있다.
1926년 완라이밍, 완구찬, 완차오천, 그리고 완디환으로 구성된 완씨 형제는 중국의 장성화판공사에서 일하였다. 당시 완라이밍과 완구찬은 10분 내지 12분 분량의 애니메이션 단편 《화실 대소동》을 제작한 것으로 '개척자'로 인정받았다. 완씨 형제는 중국 애니메이션은 교훈적이고 논리적이며 생각을 불러일으키면서도 시청자들이 즐거워 할 수 있어야 한다고 믿었다. 이들은 독특하게 중국적인 애니메이션 스타일을 만드는 것을 강조하고 싶어 하였다. 1932년 즈음 완씨 형제 중 한 명인 완디환은 자신의 사진 스튜디오를 위하여 장성화판공사에서 자발적으로 퇴사하였다. 상하이에서 영향 있었던  미국 애니메이션들은 뽀빠이(大力水手)와 '勃比小姐'라고 불리던 또 다른 미국 애니메이션이었다. 중화민국의 실사 영화에서는 애니메이션 시퀀스가 사용되기도 하였다.
1935년 쯤이 되던 시기에 완씨 형제는 중국의 첫 번째 유성(有聲) 애니메이션인 《낙타의 춤》을 공개하였다. 4년이 지난 1939년, 상하이에 미국 디즈니가 만든 《백설공주》가 공개되었다. 1941년,  주목할 만한 길이를 가진 중국의 첫 장편 애니메이션 영화인 《철선공주》가 중일전쟁과 2차 세계 대전 시기에 상영되었다. 해당 애니메이션은 로토스코핑 기법이 사용된 작품이다. 일본의 침략 시기 때 완씨 형제는 일제의 육군, 아편, 제국주의에 저항하는 내용을 담은 20개 이상의 선전 영화를 만들었다.

## 1950년~1965년
1950년 둥베이영화제작소는 타 부서와의 합병으로 중국 애니메이션 제작사인 상하이 애니메이션 영화 스튜디오의 전신이 되었다 완씨 형제를 포함한 여러 예술가들, 중앙미술학원과 쑤저우 미술관은 이 해당 스튜디오에 주목하였다. 이들 중에는 상하이에서《고마운 아기고양이》를 만드는 데에 시간을 보낸 일본인 애니메이터 모치나가 다다히토도 있었다. 3년이 지난 후 모치나가는 일본으로 떠났다. 1956년 즈음에는 완씨 형제가 중국의 첫 컬러 애니메이션 영화이자 알려진 것 중 최초로 해외에 소개된 작품인《까마귀는 왜 검은가》를 만들었다.
1957년 4월, 중국 측 중앙 정부는 중국의 최초이자 공식적으로 인정된 애니메이션 제작사로 만들도록 본 제작사를 지원하였다. 이후 완씨 형제는 1958년에 컷 아웃 기법을 바탕으로 만들어진 애니메이션 기법을 만들었으며, 이러한 기법은 《저팔계가 수박을 먹다》에서 나타났다. 동시기에 위저광(虞哲光)은 1960년에 종이접기 애니메이션 기법을 만들었으며 해당 기법은 《영리한 아기오리》에 적용되었다. 같은 연도인 1960년에는 중국 최초의 애니메이션 전시회가 상하이와 베이징 등의 중국 대도시에 열렸으며 이후 1962년에는 홍콩에서, 1963년에는 마카오에서도 열리기도 하였다. 1960년대 초, 상하이 애니메이션 영화 스튜디오는 수묵화 애니메이션 기법을 개발하기도 한 것으로 알려져 있다.
완씨 형제는 서유기를 소재로 한 애니메이션 영화인 《대뇨천궁》으로 인정받았다. 제작 기간은 1961년부터 1964년으로 총 4년 정도가 소요되었다.